# A. J. Foyt Racing
A. J. Foyt Racing, antes A. J. Foyt Enterprises, es un equipo de carreras estadounidense que actualmente compite en la IndyCar Series y también anteriormente competía en la serie NASCAR. Es propiedad del veterano ex bicampeón del Campeonato Nacional del USAC (1975-1979) y corredor de la CART IndyCar World Series y cuatro veces ganador de las 500 Millas de Indianápolis A.J. Foyt.
El equipo ha existido desde 1979 cuando su primer coche de propiedad que inscribió fue un Coyote para poder competir con el equipo Gilmore Racing, cuando se funda la CART IndyCar World Series, como entrada de un solo coche; pero no fue sino hasta 1985 cuando A.J. Foyt decide entrar de tiempo completo como equipo hasta 1985.
Hoy en día es el único equipo más antiguo después de Penske Racing y Dale Coyne Racing que siguen vigentes en IndyCar y antecesoras, e incluso, es el más antiguo del campeonato IndyCar Series cuando fue creada en 1996 bajo el nombre de Indy Racing League. Durante sus años de permanencia en la categoría, solo en dos ocasiones ha ganado la IRL: la primera, en su temporada inaugural en 1996 de la mano de Scott Sharp (dicho título fue compartido con el equipo de Bradley Motorsport con el piloto Buzz Calkins); y en 1998 con el sueco Kenny Bräck.
Los herederos de A. J. Foyt incluso han competido para él, como su destacado nieto A.J. Foyt IV y su hijo adoptivo y hoy codirector deportivo Larry Foyt, como pilotos regulares, pero que luego se retiraron posteriormente. Larry Foyt desde 2007 es el actual director del equipo, A.J. Foyt IV luego se marcharía al equipo Vision Racing.

## Historia

### De la CART IndyCar World Series a la IndyCar Series

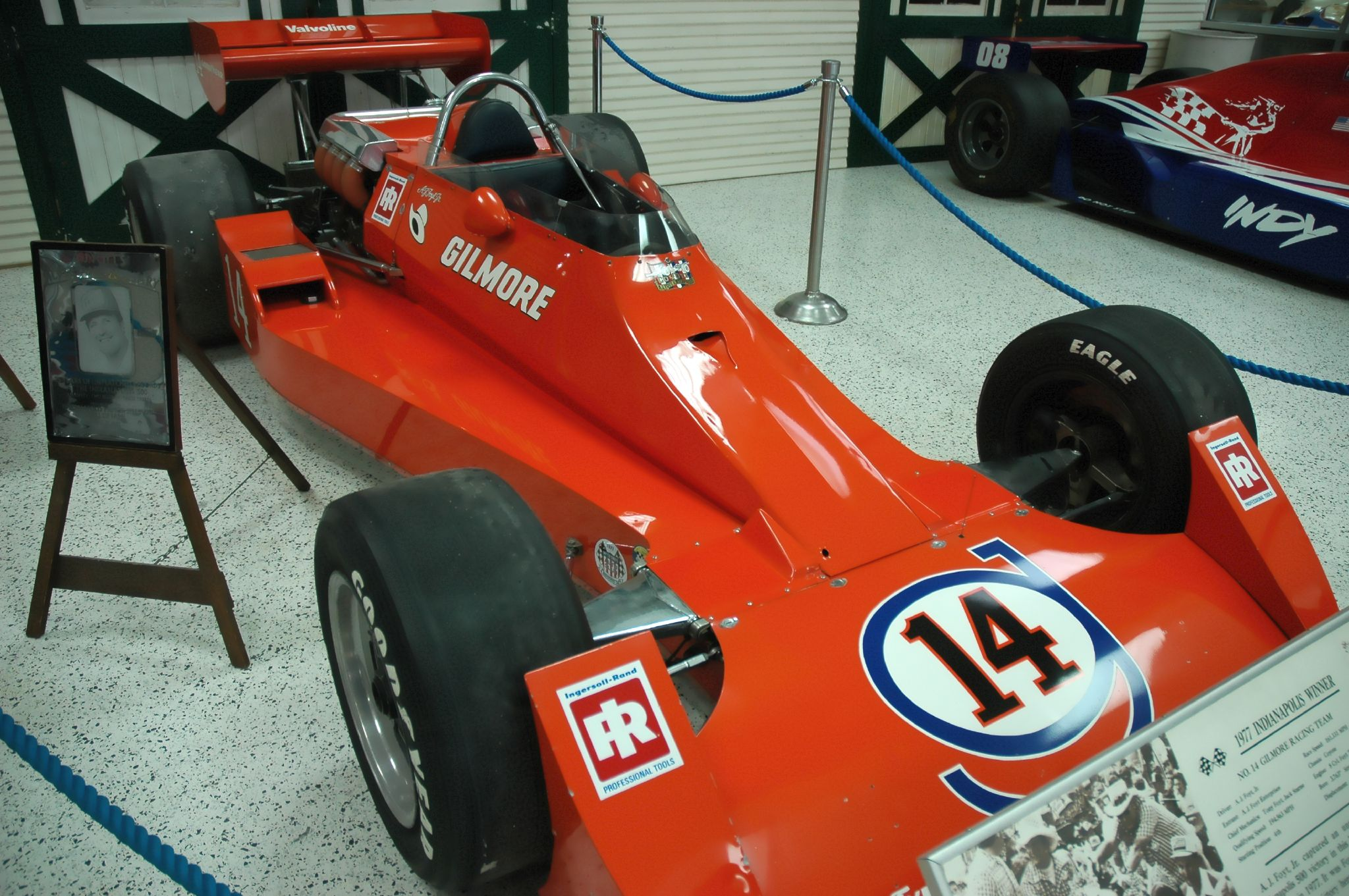
El coche con el que A.J. Foyt junto a Glimore Racing compitió en la Indy 500 de 1979. El coche era de su propiedad, pero estaba inscrita su entrada con dicho equipo.

A.J. Foyt, tras sus moderadas temporadas en la CART IndyCar World Series, decidió en 1993 retirarse plenamente de las carreras para dedicarse de tiempo completo al equipo. Fue uno de los pocos equipos en no seguir con los organizadores de CART, por lo que optó irse a ser uno de los equipos que fundaron la IRL en 1996, cosa que más adelante le sería recompensada al ganar los títulos de la IRL en 1996 con Scott Sharp (título compartido como ya se dijo anteriormente) y en 1998 con Kenny Bräck, así como este último piloto también ganaría las 500 Millas de Indianápolis de 1999 para el equipo. Desde entonces, los resultados vinieron decayendo poco a poco, hasta que en 2006 el equipo esperaba renacer con un piloto experimentado: en ese momento contrató al brasileño Felipe Giaffone y un contrato de una temporada con patrocinios más nivelados así como un buen proveedor de motores como es Honda. Sin embargo, después de un fuerte inicio de la temporada, donde el equipo luchó después de las 500 millas de Indianápolis, bajó a Giaffone de sus coche y lo reemplazó después de la octava carrera por Jeff Bucknum, que fue contratado para ocupar su puesto durante el resto del año.
En 2007 Foyt anunció que su hijo adoptivo Larry Foyt se haría cargo como jefe de equipo y Darren Manning fue firmado como piloto del equipo. Manning cosechó tres top 5° en sus dos años con el equipo, incluyendo un 2° lugar en 2008 en Watkins Glen. Sin embargo, el alto perfil del veterano Vítor Meira estuvo disponible después de la temporada 2008, y Foyt lo fichó para sustituir a Manning.
A.J. Foyt Enterprises comenzaría la temporada 2009 de la IndyCar con el patrocinio de ABC Supply Company y fichó a Vítor Meira, que resultó herido tras un accidente en la Indy 500 de 2009. Posteriormente fichó a Ryan Hunter-Reay y a Paul Tracy y se hicieron cargo como pilotos para el resto de la temporada 2009. Meira regresaría en 2009, pero rompió con el equipo a finales de 2011. Mike Conway le sustituyó para el 2012, logrando un podio como mejor resultado.
En 2013, llegaría el piloto japonés Takuma Satō, que al volante del coche #14 consiguió su primera victoria, rompiendo una sequía de 11 años para el equipo, además de un segundo puesto y una pole position. El japonés fue confirmado para 2014, donde a pesar de seguir mostrando su velocidad (logró dos poles), no pudo conseguir ningún podio por diferentes incidentes, siendo su mejor resultado un 4º puesto.

#### Años recientes

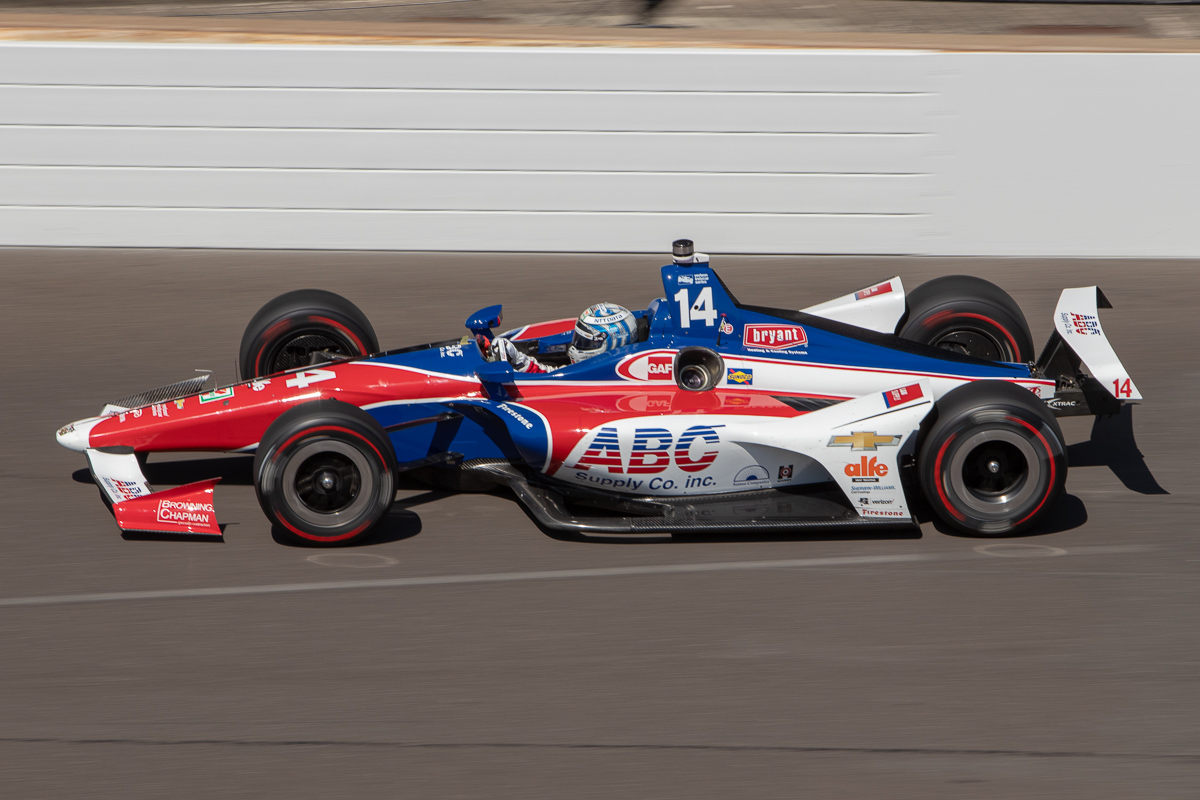
Tony Kanaan en 2018.

Para 2015, Foyt anunció la continuidad de Satō y que Jack Hawksworth se uniría al equipo pilotando un segundo coche, el #41. Sin embargo, la ampliación a dos coches no trajo los beneficios esperados, puesto que sólo logró un podio en todo el año.
Tras otra decepcionante temporada en 2016, para 2017 el equipo cambió a Chevrolet y contrató a los jóvenes Carlos Muñoz y Conor Daly como nuevos pilotos. En 2018 y 2019, los brasileños Matheus Leist y Tony Kanaan integraron la dupla de la escudería Foyt, logrando este último el único podio en varios años. En los siguientes, pilotos como Charlie Kimball, Sébastien Bourdais, Dalton Kellett y Kyle Kirkwood ocuparon los asientos de A. J. Foyt Enterprises, pero los resultados no fueron buenos.
En 2023, Foyt terminó en la posición 19 de la clasificación final con Santino Ferrucci al volante de su Dallara-Chevrolet #14 patrocinado por Sexton Properties. Ferrucci demostró potencial al conseguir un tercer puesto en las 500 Millas de Indianápolis, saliendo de un cuarto puesto. Ferruci ha renovado con Foyt en 2024 y 2025.

### NASCAR
A.J. Foyt compitió en NASCAR en 1973, haciendo el mismo como piloto entradas parciales en la temporada, conduciendo el coche #º50 de Purolator-Chevrolet. Condujo su propio coche para varios equipos en un calendario muy limitado a lo largo de los años setenta, apenas logrando una pole y nueve top 10°. Ron Hutcherson fue su primer piloto aparte del mismo Foyt que condujo uno de sus coches, y más tarde sería Johnny Rutherford quien condujo para su equipo en 1978. En la década los años 80, Foyt fue casi el único piloto del equipo, y con Valvoline como patrocinandor, luego cambió al #14 en 1983, y registraría su última carrera entre los primeros cinco lugares en Talladega dos años más tarde en su coche Copenhague. En 1989, Leslie Tracy condujo para el equipo en un par de carreras, terminando 20° en Michigan. Foyt no compitió durante la temporada 1991, a cambio dejó que Mike Chase compitiese en su lugar, que no terminó mejor siendo 25° en el campeonato. Después de eso, Foyt no presentaría un equipo hasta la carrera en del Brickyard 400 de 1994, cuando se clasificó 43° y con el coche #50. Foyt intentaría una vez más en Brickyard otras dos temporadas, pero no clasificó para ambas carreras, lo que obligó su retiro permanente. Durante la temporada 1999, los rumores empezaron a difundir que Foyt reviviría difunta operación de equipo para competir a tiempo completo en la Copa. Después de varios meses, se anunció que Foyt contrataría al novato Mike Bliss como piloto del #14 Conseco Pontiac Grand Prix. Lograron clasificarse en ese momento a las 500 Millas de Daytona de 1999, pero después de no poder clasificar para las próximas tres competencias, fue liberado y brevemente reemplazado por Dick Trickle. Después de conseguir una oferta de otro equipo, Trickle dejaría el equipo, y sería reemplazado por Rick Mast, después de que él y varios miembros del equipo saliesen de la quiebra del equipo y Larry fue a Hendrick Motorsports. Mast se había quedado con el equipo por el resto de la temporada, y tuvo dos top 10°. Foyt Racing también ampliaría brevemente a un equipo de dos autos al final de la temporada, cuando disputaron la PNA 500donde el coche inscrito fue el #41 que conduciría su hijo Larry Foyt, pero al final no pudo competir. En 2001, Ron Hornaday fue seleccionado como piloto del equipo, pero él solo lográria un Top 10° y fue despedido al final de la temporada. Esa temporada, Foyt empezaría un equipo en la Serie Busch, una vez más con el #14 Harrah Chevrolet, pero esta vez por fin conducido por Larry Foyt. A pesar de no terminar en el Top-10°, Foyt terminaría en el puesto 22º en la tabla general. El equipo también puso un segundo coche de nuevo en el Atlanta Motor Speedway, con Mark Green en su conducción, pero no logró calificar.
Tras la salida de Hornaday, Stacy Compton comenzó a conducir para el equipo a partir de 2002. Después obtener solo tres Top 20°, Compton dejó el equipo, y sería sustituido por P.J. Jones quien corrió la Sirius Satellite Radio at the Glen, y registró el mejor resultado del equipo, al logar la 4° posición. Mike Wallace fue luego designado como piloto, quien logró un 10° lugar en Bristol. En la Serie Busch, Foyt ya lograba dos Top-10° e iba mejorando un puesto en los puntos. Se había anunciado originalmente que Foyt tendría dos autos en 2003, con Wallace en el #14, y Larry Foyt en el segundo coche con el patrocinio de Harrah. Desafortunadamente, Conseco se declaró en quiebra, dejando solo un coche con Larry en la conducción. El equipo también cambió su equipo de la Copa a la marca Dodge, con motores provistos por el equipo Evernham Motorsports. Foyt el úque logró calificar en 20 carreras con un mejor resultado logrado, en el puesto 16° y finalizando en la 41° posición en los puntos. Harrah dejó de patrocinarlos en 2003, y Larry Foyt clasificó para tres carreras en 2004 , pero no obtuvo el patrocinio principal, dejando el equipo prácticamente inactivo. Más adelante durante la temporada, A.J. Foyt le alquilaría coches al dueño del nuevo equipo PPC Racing para competir en la Copa. A.J. Foyt Racing cerró oficialmente su equipo de la Copa NASCAR Nextel en 2006, tras una subasta, el equipo de NASCAR cerró el equipo en agosto de manera definitiva.

## Principales pilotos

### CART/IndyCar World Series
- A.J. Foyt (1978 - 1993) Piloto y Propietario fundador
- George Snider (1979-1990; 1992) Indy 500 y algunas otras carreras. Phoenix y Michigan.
- Johnny Rutherford (1984-1988) (Indy 500, Pocono y Michigan)
- Chip Ganassi (1985) (Indy 500)
- Stan Fox (1988)
- Rocky Moran (1988)
- Mike Groff (1991 - 1992)
- Robby Gordon (1994)
- Davy Jones (1987 y 1994) - 3 carreras en 1994
- Bryan Herta (1994 - 1995) - 5 carreras en 1994
- Eddie Cheever (1994-1995)
- Bernard Jourdain Sr. (1991)

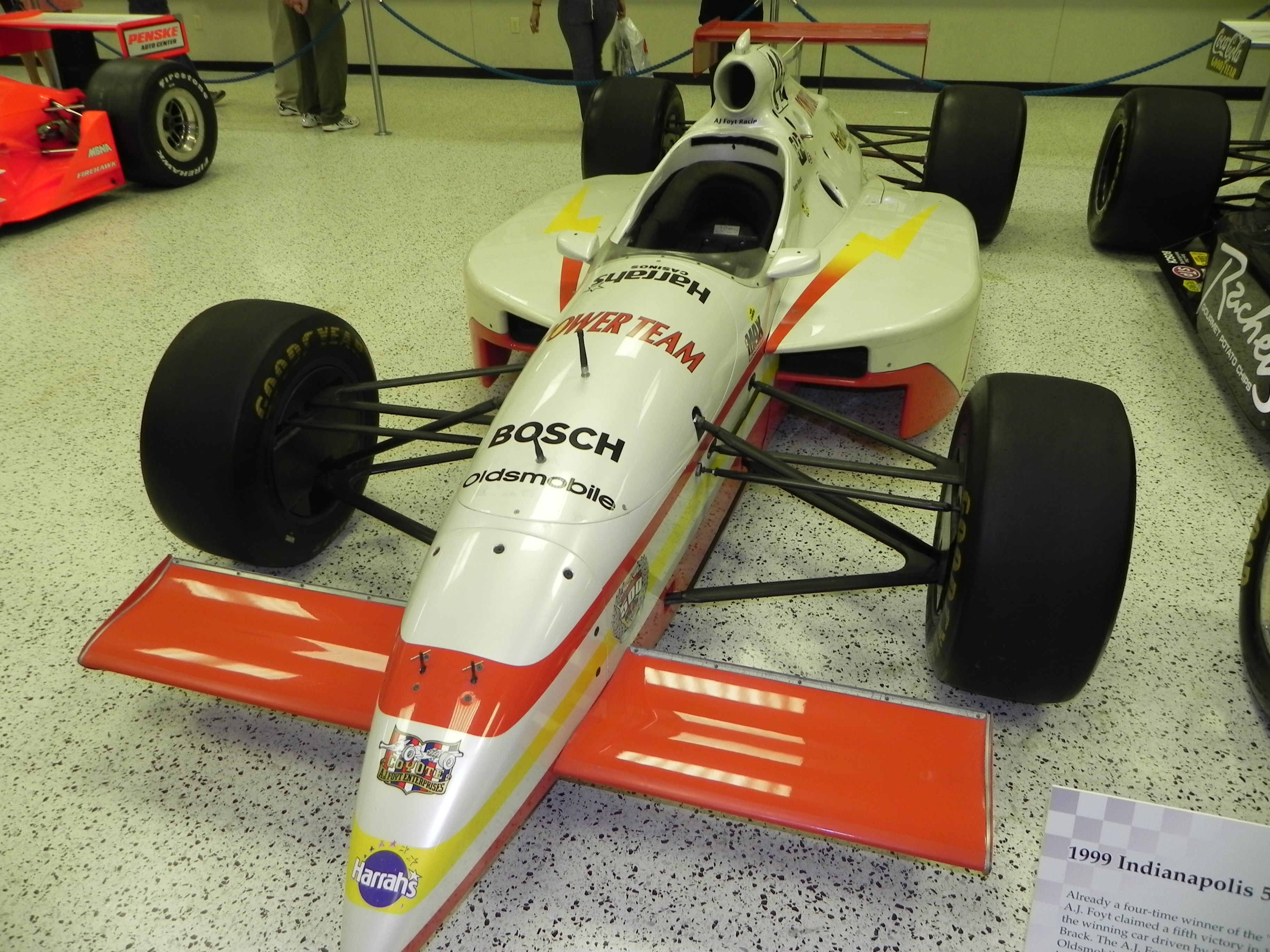
El coche con el que Kenny Bräck logra la victoria en las 500 Millas de Indianápolis de 1999.

- Al Unser Sr. (1991)
- Jeff Andretti (1992)
- Jon Beekhuis (1992)
- Brian Bonner (1992)
- Pancho Carter (1992)
- Gregor Foitek (1992)
- Ross Cheever (1992)
- Fredrik Ekblom (1995)

### Indy Racing League/IndyCar Series
- Scott Sharp (1995-1997) Campeón
- Marco Greco (1996)
- Mike Groff (1996)
- Davey Hamilton (1996–1997)
- Scott Sharp (1996–1997)
- Paul Durant (1997)
- Billy Boat (1997–2000)
- Greg Ray (1998, 2001–2002)
- Kenny Bräck (1998–1999) Campeón
- Jeff Ward (2000)
- Eliseo Salazar (2000–2002)
- Robby Gordon (2001)
- Donnie Beechler (2001–2002)
- Richie Hearn (2002)
- Airton Daré (2002–2003)
- A.J. Foyt IV (2003–2005, 2009)
- Shigeaki Hattori (2003)
- Larry Foyt (2004–2006)
- Jeff Bucknum (2005–2006)
- Felipe Giaffone (2005–2006)
- Al Unser Jr. (2007)
- Darren Manning (2007–2008)
- Ryan Hunter-Reay (2009)
- Paul Tracy (2009)
- Vítor Meira (2009-2011)
- Mike Conway (2012)
- Takuma Satō (2013-2016)
- Jack Hawksworth (2015-2016)
- Carlos Muñoz (2017)
- Conor Daly (2017)
- Matheus Leist (2018-2019)
- Tony Kanaan (2018-2020)
- Charlie Kimball (2020-2021)
- Sébastien Bourdais (2020-2021)
- Dalton Kellett (2020-2022)
- Tatiana Calderón (2022)
- Kyle Kirkwood (2022)
- Santino Ferrucci (2023-)
- Benjamin Pedersen (2023)
- Sting Ray Robb (2024)

### NASCAR Cup Series
- A.J. Foyt (1973–1974, 1977–1990, 1994) Piloto y Propietario fundador
- Johnny Rutherford (1977)
- Ron Hutcherson (1978)
- Don Whittington (1980)
- Tracy Leslie (1989)
- Mike Chase (1991)
- Mike Bliss (2000)
- Rick Mast (2000)
- Dick Trickle (2000)
- Ron Hornaday (2001)
- Stacy Compton (2002)
- P.J. Jones (2002)
- Mike Wallace (2002)
- Larry Foyt (2003–2004)

### NASCAR Nationwide Series (Grand National Series)
- Larry Foyt (2001–2002)
- Mark Green (2001)
- Ron Hornaday (2001)
- David Starr (2001)

### NASCAR Truck Series
- Joe Bessey (1997)
- Ken Schrader (1997)